# Vahidin Musemić
Vahidin Musemić (Janja, 1946. október 29. – 2023. június 30.) Európa-bajnoki ezüstérmes jugoszláv válogatott bosnyák labdarúgó.

## Pályafutása

### Klubcsapatban
1965 és 1974 között az FK Sarajevo, 1974 és 1976 között a francia OGC Nice labdarúgója volt.

### A válogatottban
1968 és 1970 között 17 alkalommal szerepelt a jugoszláv válogatottban és 9 gólt szerzett. Részt vett az 1968-as Európa-bajnokságon.

## Sikerei, díjai
FK Sarajevo
- Jugoszláv bajnok (1): 1966–67
- Jugoszláv kupadöntős (1): 1966–67

Jugoszlávia
- Európa-bajnoki döntős (1): 1968

## Statisztika

### Mérkőzései a jugoszláv válogatottban
| Jugoszlávia | Jugoszlávia          | Jugoszlávia                               | Jugoszlávia   | Jugoszlávia | Jugoszlávia   | Jugoszlávia  | Jugoszlávia | Jugoszlávia |
| #           | Dátum                | Helyszín                                  | Hazai         | Eredmény    | Vendég        | Kiírás       | Gólok       | Esemény     |
| ----------- | -------------------- | ----------------------------------------- | ------------- | ----------- | ------------- | ------------ | ----------- | ----------- |
| 1.          | 1968. április 6.     | Marseille, Stade Vélodrome                | Franciaország | 1 – 1       | Jugoszlávia   | Eb-selejtező | 1           | 64'         |
| 2.          | 1968. április 24.    | Belgrád, Crvena zvezda stadion            | Jugoszlávia   | 5 – 1       | Franciaország | Eb-selejtező | 2           | 13' 79'     |
| 3.          | 1968. április 27.    | Pozsony, Tehelné pole                     | Csehszlovákia | 3 – 0       | Jugoszlávia   | barátságos   | -           | 23'         |
| 4.          | 1968. június 5.      | Firenze, Stadio Comunale (ITA)            | Anglia        | 0 – 1       | Jugoszlávia   | Eb-elődöntő  | -           |             |
| 5.          | 1968. június 8.      | Róma, Olimpiai Stadion                    | Olaszország   | 1 – 1       | Jugoszlávia   | Eb-döntő     | -           |             |
| 6.          | 1968. június 10.     | Róma, Olimpiai Stadion                    | Olaszország   | 2 – 0       | Jugoszlávia   | Eb-döntő     | -           |             |
| 7.          | 1968. június 25.     | Belgrád, JNA Stadion                      | Jugoszlávia   | 0 – 2       | Brazília      | barátságos   | -           |             |
| 8.          | 1968. szeptember 25. | Belgrád, JNA Stadion                      | Jugoszlávia   | 9 – 1       | Finnország    | vb-selejtező | 3           | 39' 57' 89' |
| 9.          | 1968. december 17.   | Rio de Janeiro, Maracanã Stadion          | Brazília      | 3 – 3       | Jugoszlávia   | barátságos   | -           | 46'         |
| 10.         | 1968. december 19.   | Belo Horizonte, Estádio Mineirão          | Brazília      | 3 – 2       | Jugoszlávia   | barátságos   | 1           | 8' 46'      |
| 11.         | 1968. december 22.   | Mar del Plata, Estadio General San Martín | Argentína     | 1 – 1       | Jugoszlávia   | barátságos   | 1           | 20' 46'     |
| 12.         | 1969. február 26.    | Split, Stadion pod Marjanom               | Jugoszlávia   | 2 – 1       | Svédország    | barátságos   | 1           | 31'         |
| 13.         | 1969. szeptember 24. | Belgrád, JNA Stadion                      | Jugoszlávia   | 1 – 3       | Szovjetunió   | barátságos   | -           |             |
| 14.         | 1970. április 8.     | Szarajevó, Stadion Koševo                 | Jugoszlávia   | 1 – 1       | Ausztria      | barátságos   | -           |             |
| 15.         | 1970. szeptember 10. | Graz, Liebenauer Stadion                  | Ausztria      | 0 – 1       | Jugoszlávia   | barátságos   | -           |             |
| 16.         | 1970. október 11.    | Rotterdam, Feijenoord Stadion             | Hollandia     | 1 – 1       | Jugoszlávia   | Eb-selejtező | -           |             |
| 17.         | 1970. október 28.    | Moszkva, Központi Lenin Stadion           | Szovjetunió   | 4 – 0       | Jugoszlávia   | barátságos   | -           | 46'         |
|             | Összesen             |                                           |               | 17          | mérkőzés      |              | 9           | gól         |